# Formosatettix kunmingensis
Formosatettix kunmingensis är en insektsart som beskrevs av Deng, W.-a., Z. Zheng och We 2007. Formosatettix kunmingensis ingår i släktet Formosatettix och familjen torngräshoppor. Inga underarter finns listade i Catalogue of Life.